# Mistrzostwa Świata w Gimnastyce Sportowej 1966
16. Mistrzostwa świata w gimnastyce sportowej, które odbyły się w RFN-owskim mieście Dortmund w 1966 roku.

## Tabela medalowa
| Poz. | Państwo        | Złota | Srebra | Brązy | Łącznie |
| ---- | -------------- | ----- | ------ | ----- | ------- |
| 1    | ZSRR           | 6     | 5      | 3     | 14      |
| 2    | Japonia        | 4     | 6      | 7     | 17      |
| 3    | Czechosłowacja | 3     | 2      | 0     | 5       |
| 4    | Jugosławia     | 1     | 0      | 1     | 2       |
| 5    | NRD            | 0     | 1      | 1     | 2       |
| 6    | Włochy         | 0     | 0      | 2     | 2       |

## Mężczyźni

### Wielobój indywidualnie
| Medal | Zawodnik         | Punkty  |
| ----- | ---------------- | ------- |
| 1     | Michaił Woronin  | 116.150 |
| 2     | Shūji Tsurumi    | 115.250 |
| 3     | Akinori Nakayama | 114.950 |

### Zawody drużynowe
| Medal | Państwo | Punkty  |
| ----- | ------- | ------- |
| 1     | Japonia | 575.150 |
| 2     | ZSRR    | 570.900 |
| 3     | NRD     | 561.000 |

### Ćwiczenia wolne
| Medal | Zawodnik          | Punkty |
| ----- | ----------------- | ------ |
| 1st   | Akinori Nakayama  | 19.400 |
| 2nd   | Yukio Endō        | 19.375 |
| 3rd   | Franco Menichelli | 19.300 |

### Ćwiczenia na koniu z łękami
| Medal | Zawodnik        | Punkty |
| ----- | --------------- | ------ |
| 1     | Miroslav Cerar  | 19.525 |
| 2     | Michaił Woronin | 19.325 |
| 3     | Takeshi Katō    | 19.125 |

### Ćwiczenia na kółkach
| Medal | Zawodnik          | Punkty |
| ----- | ----------------- | ------ |
| 1     | Michaił Woronin   | 19.750 |
| 2     | Akinori Nakayama  | 19.500 |
| 3     | Franco Menichelli | 19.475 |

### Skok
| Medal | Zawodnik         | Punkty |
| ----- | ---------------- | ------ |
| 1     | Haruhiro Matsuda | 19.425 |
| 2     | Takeshi Katō     | 19.325 |
| 3     | Akinori Nakayama | 19.050 |

### Ćwiczenia na poręczach
| Medal | Zawodnik         | Punkty |
| ----- | ---------------- | ------ |
| 1     | Siergej Diomidow | 19.550 |
| 2     | Michaił Woronin  | 19.400 |
| 3     | Miroslav Cerar   | 19.350 |

### Ćwiczenia na drążku
| Medal | Zawodnik          | Punkty |
| ----- | ----------------- | ------ |
| 1     | Akinori Nakayama  | 19.675 |
| 2     | Yukio Endō        | 19.600 |
| 3     | Takashi Mitsukuri | 19.425 |

## Kobiety

### Wielobój indywidualnie
| Medal | Zawodniczka       | Punkty |
| ----- | ----------------- | ------ |
| 1     | Věra Čáslavská    | 78.298 |
| 2     | Natalja Kuczinska | 78.097 |
| 3     | Keiko Ikeda       | 76.997 |

### Skok
| Medal | Zawodniczka       | Punkty |
| ----- | ----------------- | ------ |
| 1     | Věra Čáslavská    | 19.583 |
| 2     | Erika Zuchold     | 19.399 |
| 3     | Natalja Kuczinska | 19.316 |

### Ćwiczenia na poręczach
| Medal | Zawodniczka       | Punkty |
| ----- | ----------------- | ------ |
| 1     | Natalja Kuczinska | 19.616 |
| 2     | Keiko Ikeda       | 19.566 |
| 3     | Taniko Mitsukuri  | 19.516 |

### Ćwiczenia na równoważni
| Medal | Zawodniczka       | Punkty |
| ----- | ----------------- | ------ |
| 1     | Natalja Kuczinska | 19.650 |
| 2     | Věra Čáslavská    | 19.333 |
| 3     | Łarisa Pietrik    | 19.250 |

### Ćwiczenia wolne
| Medal | Zawodniczka       | Punkty |
| ----- | ----------------- | ------ |
| 1     | Natalja Kuczinska | 19.733 |
| 2     | Věra Čáslavská    | 19.683 |
| 3     | Zinaida Drużynina | 19.666 |

### Zawody drużynowe
| Medal | Państwo        | Zawodniczka          | Punkty  |
| ----- | -------------- | -------------------- | ------- |
| 1     | Czechosłowacja | Věra Čáslavská       | 383.625 |
| 1     | Czechosłowacja | Jindra Kostálová     | 383.625 |
| 1     | Czechosłowacja | Mária Krajčírová     | 383.625 |
| 1     | Czechosłowacja | Jana Kubičková       | 383.625 |
| 1     | Czechosłowacja | Bohumila Řimnáčová   | 383.625 |
| 1     | Czechosłowacja | Jaroslava Sedláčková | 383.625 |
| 2     | ZSRR           | Polina Astachowa     | 383.587 |
| 2     | ZSRR           | Zinaida Drużynina    | 383.587 |
| 2     | ZSRR           | Olga Charłowa        | 383.587 |
| 2     | ZSRR           | Natalja Kuczinska    | 383.587 |
| 2     | ZSRR           | Łarysa Łatynina      | 383.587 |
| 2     | ZSRR           | Łarisa Pietrik       | 383.587 |
| 3     | Japonia        | Yasuko Furuyama      | 380.923 |
| 3     | Japonia        | Keiko Ikeda          | 380.923 |
| 3     | Japonia        | Hiroko Ikenaga       | 380.923 |
| 3     | Japonia        | Mitsuko Kandori      | 380.923 |
| 3     | Japonia        | Taniko Mitsukuri     | 380.923 |
| 3     | Japonia        | Taki Shibuya         | 380.923 |